# فيليب ماهر
فيليب ماهر (بالإنجليزية: Philip Maher)‏ هو لاعب قذف أيرلندي، ولد في 14 ديسمبر 1979 في Borrisoleigh ‏ في جمهورية أيرلندا.